# Hoa Lư
Hoa Lư è la città capitale della provincia di Ninh Bình nella regione del Delta del fiume Rosso, in Vietnam. Si trova a circa 93 chilometri a sud di Hanoi, capitale del Paese. Prima del 2025 il nome precedente era Ninh Bình.

## Geografia fisica

### Clima
Hoa Lư gode di un clima subtropicale umido, con inverni miti ed estati calde e umide. Il mese più freddo risulta essere gennaio con una temperatura media di 16,6 °C, mentre luglio è il più caldo, con una temperatura media di 29,3 °C.

## Storia
Documenti storici riportano l'esistanza della città con il nome di Ninh Bình sin dal 1822.
Durante il periodo di ostilità indichiarata che precedette lo scoppio della guerra franco-cinese nell'agosto del 1884, la fedeltà di Ninh Bình alla forze francesi era considerata dalle stesse di grande importanza strategica, controllando infatti l'artiglieria posizionata nella sua cittadella il traffico fluviale da e verso il golfo del Tonchino.
Sebbene le autorità vietnamite stanziate a Ninh Bình non ostacolarono in alcun modo il passaggio di una spedizione guidata da Henri Rivière nel marzo 1883 per conquistare Nam Dinh, si sapeva della loro ostilità verso i francesi. Nel novembre del 1883, alla vigilia della campagna del Sơn Tây, i francesi occuparono la cittadella di Ninh Bình, senza incontrare alcuna resistenza e vi insediarono una loro guarnigione.
Il 1º gennaio 2025 la città di Ninh Bình e il distretto di Hoa Lư si sono fusi per formare la città di Hoa Lư.